# Retriever de Chesapeake
El Retriever de Chesapeake —en inglés: Chesapeake Bay Retriever— es un raza de perro que tiene origen en la Bahía de Chesapeake, costas de Maryland en el este de Estados Unidos. Perteneciente a los retriever, y clasificado en los grupos de caza y deportes por parte de los Kennel Club. Históricamente ha sido utilizado por cazadores de esa área para recuperar las aves acuáticas, es sobre todo un compañero de caza. Es un perro de tamaño mediano a grande similar en apariencia al Labrador retriever. El Chesapeake tiene un pelaje rizado, en lugar del manto liso del Labrador. Algunas de sus características descritas son: buena disposición, coraje, voluntad de trabajo, estado de alerta, inteligente y amor al agua.

## Historia
El origen del Chesapeake Bay retriever se remonta a dos cachorros que fueron rescatados de un naufragio en Maryland en 1807. Un macho llamado «Sailor» y una hembra llamada «Canton» que fueron descritos como perros Terranova, pero con mayor precisión eran perros de San Juan o Terranova menor. Ambos vivían en diferentes partes de la zona portuaria y no hay constancia de que hayan producido alguna camada juntos.
George Law, quien rescató a los dos cachorros, escribió este relato en 1845:

En el otoño de 1807, estaba a bordo de la nave Canton, que pertenece a mi tío, el fallecido Hugh Thompson, de Baltimore, cuando caímos en el mar, debido a un pesado vendaval equinoccial, con el bergantín inglés y su tripulación. El bergantín estaba cargado de bacalao, y su rumbo era Pole, Inglaterra, partiendo desde Terranova. Yo embarqué, al mando del barco Canton, con una tripulación inglesa, propia de los botes tipo bergantín, después de que la tripulación original fue cambiada por encontrarse en estado de intoxicación. Me encontré a bordo dos cachorros de Terranova de de ambos sexos, que yo salvé, y posteriormente, durante el desembarco de la tripulación inglesa en Norfolk, compré estos dos cachorros del capitán inglés por una guinea cada uno. Teniendo que partir de nuevo, le di el cachorro macho, que se llamaba Sailor, a John Mercer, de West River, y la hembra cachorro, que fue llamada Canton, al doctor James Stewart, de Sparrow's Point.

La historia que el capitán inglés me dio de estos cachorros era que el propietario de su bergantín estaba relacionado ampliamente en el comercio de Terranova, y se había dirigido a su corresponsal para que seleccionara y le mandara un par de cachorros de la raza Terranova, pero de diferentes familias, y que el par que compré de él fueron seleccionados en este orden. El perro era de un color rojo sucio, y la hembra de color negro. No eran grandes, su pelo era corto, pero muy grueso. Ambos obtuvieron gran reputación como perros de agua.  La perra se mantuvo en Sparrows Point hasta su muerte, y su descendencia sigue siendo bien conocida, a través de Patapsco Neck, desde Gunpowder hasta la bahía, entre las tiradores de patos, como sin igual para sus propósitos. He oído, tanto al doctor Stewart y a Mercer, relatar casos extraordinarios acerca de la sagacidad y el rendimiento de el perro y de la perra, y te remitiré a sus amigos para los detalles que me resultan imposible, a esta distancia de tiempo, recordar con suficiente exactitud para repetir.
American Chesapeake Bay Retriever Club.

Mercer se dice que describió a Sailor:

... que era de buen tamaño y figura noble, y construido para mayor resistencia y actividad; notablemente musculoso y ancho de las caderas y el pecho, la cabeza grande, pero no fuera de proporción; hocico más largo que el común de las raza de los perros, su color de un rojo sucio, con un poco de blanco en la cara y el pecho, y su pelaje corto y suave, pero extraordinariamente grueso, con la cola siempre llevaba muy alto. Tenía los ojos muy peculiares: eran tan claros que casi tenían un aspecto poco natural, y es notable que en una visita que hice a la costa este, cerca de veinte años después de que el perro fue mandado allí, en una balandra que se había enviado expresamente para recogerlo, al oeste del río, por el gobernador de Lloyd, vi a muchos de sus descendientes que muestran esta peculiaridad.
American Chesapeake Bay Retriever Club.

Al inicio, la raza del perro perdiguero de la bahía de Chesapeake fue criada con los perros de la zona, con mayor énfasis en la capacidad de trabajo que en la morfología. Hay pocos registros de las razas de estos primeros cruces, pero se incluyeron spaniel y sabueso. Los perros de ambas orillas de la bahía de Chesapeake fueron reconocidos como uno de los tres tipos de Chesapeake Bay Ducking Dog en 1877. En 1918, un único tipo, llamado Chesapeake Bay retriever, fue reconocido por el American Kennel Club, y desde entonces se han producido pocos cambios en el estándar de la raza. En 1964, fue declarado el perro oficial de Maryland.

## Descripción

### Apariencia

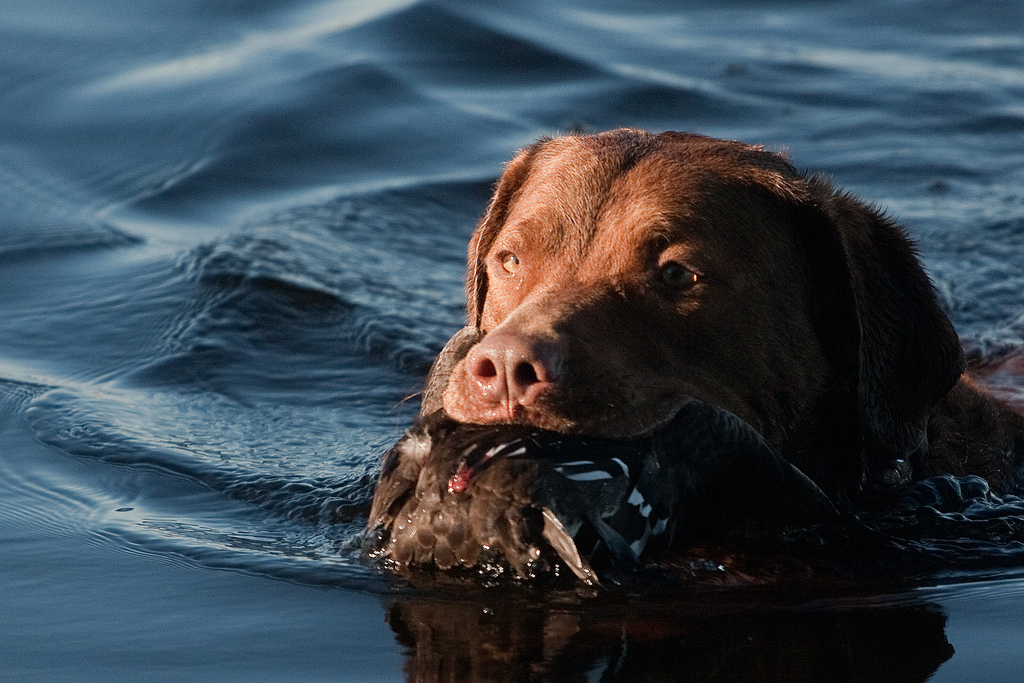
Una de las características distintivas del Chesapeake retriever son los ojos muy claros, de color ámbar.

Las características distintivas incluyen: ojos muy claros, de color amarillento o ámbar, cuartos traseros tan altos o un poco más altos que los hombros, y una doble capa de pelo que tiende a ondularse en los hombros, el cuello, la espalda y el lomo. El manto es impermeable y se siente ligeramente grasoso y, a menudo está asociado con un ligero olor almizclado. Tiene tres colores básicos: marrón, que incluye todas las tonalidades de color marrón oscuro y profundo. Juncia, que varía de un amarillo rojizo hasta un color rojo brillante con tonos castaños, y pardo en todos sus matices, que va desde un bronceado desvanecido hasta un color paja mate.
La norma racial establece que el blanco también puede aparecer solo que debe limitarse al pecho, abdomen y dedos de las patas. La cabeza es redonda y ancha, con una parada a medio y hocico. Los belfos son delgados, y las orejas son pequeñas y de piel media. Las patas delanteras deben ser rectas con buen hueso. Los cuartos traseros son especialmente fuertes y los dedos de las patas son palmeados, ya que es importante una excelente capacidad de nadar para el Chesapeake. Esta raza también es conocida por su gran y poderoso pecho, utilizado para romper el hielo cuando bucea en agua fría durante la caza de patos.

### Cuidados del pelaje
La textura y espesor de la doble capa es importante para proteger al perro del agua fría y las condiciones de hielo. El aceite de la capa externa dura y la lanilla interna resisten el agua, y mantienen el perro seco y tibio. El mantenimiento del manto es mínimo y consiste principalmente en un buen cepillado con una carda de diente corto una vez a la semana. Es difícil conseguir que un perdiguero de Chesapeake se moje completamente, pero debe ser bañado cada 3-4 meses con un champú suave adecuado, después se seca completamente. El exceso de cepillado o baños con productos químicos pueden arruinar la textura del manto, ya que se elimina el aceite protector de la capa externa y puede incluso quitar la lanilla.

### Temperamento

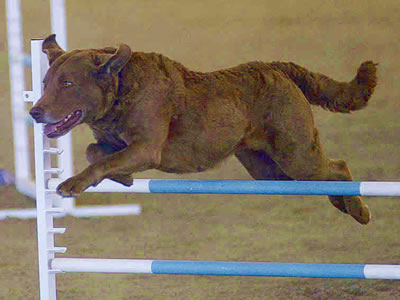
Ejemplar de Chesapeake Bay saltando sobre una valla en competición de agility.

El Chesapeake retriever fue criado para la caza y recuperación en el agua. Debe ser capaz de romper el hielo, y permanecer por períodos largos nadando en agua fría e incluso bucear después para recuperar las presas. En su tierra natal se le mantiene como un perro de caza, así como un perro guardián. La raza tiene una personalidad fuerte, muestra una conducta protectora e independiente y no son tan fáciles de manejar, distinguiendóse por esto de las otras razas retriever.
Puede ser un excelente perro de familia, siempre y cuando sea socializados adecuadamente y entrenado correctamente. Con su familia humana, desarrollará una relación muy estrecha, sin embargo, sigue siendo un perro que fue criado para el trabajo. Algunos Chesapeakes son asertivos y voluntarioso y pueden ser reservados con los extraños.

### Adiestramiento
El Chesapeake es una raza versátil que compiten en pruebas de campo, pruebas de caza, de conformación, de obediencia, agility y rastreo, sin embargo, se mantiene fiel a sus raíces como perro de caza de gran resistencia y capacidad. Históricamente se consideraba un perro terco y difícil de entrenar, muchos adiestradores piensan que esta raza requiere más disciplina física que otras razas retriever. Algunos entrenadores recomiendan que el dueño de un Chesapeake use adiestramiento de obediencia diaria consistente con cierto tiempo de juego antes y después, para mantener al perro con ganas de trabajar y con poca o ninguna disciplina física requerida.

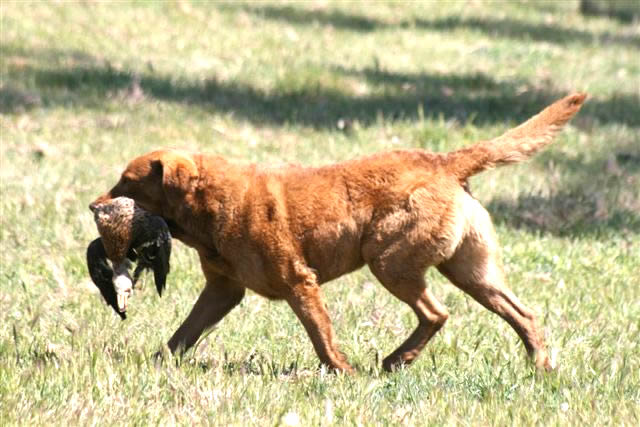
Un Chesapeake recuperando un pato.

## Salud
El promedio de vida del Chesapeake retriever, basado en dos encuestas recientes de Reino Unido, es de aproximadamente 10.75 años. Una encuesta del club de la raza en EE. UU. pone el promedio de vida en 9,4 años. Uno de cada cuatro perros vivía hasta los 13 años o más, mientras que uno de cada cinco no viven más allá de 5 años. También hay ciertos estudios que lo relacionan con el síndrome de furia.
La raza está sujeta a una serie de enfermedades hereditarias. Estas incluyen, pero no se limitan a:
- Displasia de cadera.[18]
- Atrofia progresiva de retina.[19]
- Enfermedad de von Willebrand del tipo III.[20]
- Cataratas.[21]
- Alopecia en ambos sexos.[22]